# Taste My xxxremixxxxxxx!!!!!!!! Beat Life!
Taste My xxxremixxxxxxx!!!!!!!! Beat Life! es un álbum compilatorio de remixes de la cantante japonesa Anna Tsuchiya, lanzado al mercado el día 23 de marzo del año 2006 bajo el sello MAD PRAY RECORDS.

## Detalles
El álbum fue lanzado ocho meses después del lanzamiento del miniálbum debut de Anna titulado "Taste My Beat" y su primer sencillo "Change your life", y contiene versiones remezcladas de los temas presentes en éste por parte de diversos DJs que constan de cierto prestigio en el ambiente de la música dance en Japón; no cuenta con ningún remix de un DJ extranjero. Fue lanzado al mercado el mismo día que su segundo sencillo, titulado "SLAP THAT NAUGHTY BODY/MY FATE", aparte de sólo 100 ediciones limitadas en versión vinilo para los que apreciaran este formato.
El álbum no contó con una gran campaña promocional, pero igualmente para una compilación de remixes puede considerarse aceptable. Fue grabado un video promocional del remix principal del álbum, del tema "Ah Ah" obra de Shinichi Osawa, originalmente miembro de Mondo Grosso. El álbum contiene la versión original del remix en versión extendida, y el video una versión editada, que por cierto nunca fue lanzada en formato exclusivamente audio. Sin embargo el video, dirigido por Taro Okagawa, no cuenta con la participación de Anna en sí, y en su lugar aparece la modelo Veronika Komarova cocinando varios tipos de cosas, y de repente alguna imagen de Anna de sus videos previos tales como "Taste My Skin", "Change your life" y "SLAP THAT NAUGHTY BODY".
El álbum no tuvo gran impacto en el mercado nipón, debutando en las listas de Oricon en el puesto n.º 117; el menos exitoso lanzamiento de Anna hasta la fecha.

## Canciones

### CD
1. Ah Ah (Shinichi Osawa remix)
2. Taste My Skin (SABOTEN HARD CORE REMIX)
3. in my hands (Norino remix)
4. FROZEN ROSE (otona mix)
5. MY LULLABY (DOUBLE K REMIX)
6. Somebody Help Me (Captain Funk '80 CBGB Bootleg Mix)
7. Change your life (Yukihiro Fukutomi remix)
8. ONLY WANT YOU (BDB RMXX) (by BDB)
9. Every Moment (FlLTERING INFERNO MIX)
10. Somebody Help Me (TATSUYA OE '89 Remember Acid Mix)

### DVD
1. Ah Ah (Shinichi Osawa remix radio edit version)

- Datos: Q3515983